# Italia ai Giochi della III Olimpiade
L'Italia, secondo i dati riconosciuti dal CIO, non partecipò ai Giochi della III Olimpiade di Saint Louis. Nonostante ciò, alle gare di ciclismo prese parte il lodigiano Frank Bizzoni, divenuto statunitense nel 1917.